# 新安德里伊夫卡 (盧甘斯克州)
49°42′8″N 38°46′28″E / 49.70222°N 38.77444°E
新安德里伊夫卡（烏克蘭語：Новоандріївка）是位於烏克蘭東部的村莊，由盧甘斯克州斯瓦托韋區的比洛库拉基内市镇負責管轄。該村始建於1910年，面積1.29平方公里，海拔高度166米，2001年人口82，人口密度每平方公里63.6人。